# Алексия, принцесса Греции и Дании
Алекси́я, принцесса Греции и Дании (греч. Αλεξία, πριγκίπισσα της Ελλάδος και της Δανίας; род. 10 июля 1965, Мон-Репос, Корфу, Ионические острова, Греция) — греческая и датская принцесса.

## Биография
Родилась 10 июля 1965 года в Мон-Репосе (остров Корфу, Ионические острова, Греция) в семье Константина II, короля Греции (род. 1940) и его жены Анны-Марии Датской (род. 1946), которые женаты с 18 сентября 1964 года.
Окончила в Лондоне Греческий колледж, основанный в 1980 году её родителями — королём Константином II и королевой-консортом Анной-Марией Датской, а позднее училась в колледже Фребеля.

## Семья
У принцессы Алексии есть четверо младших братьев и сестёр: наследный принц Павел (род. 1967), принц Николай (род. 1969), принцесса Феодора (род. 1983) и принц Филипп (род. 1986).
9 июля 1999 года принцесса Алексия вышла замуж за Карлоса Моралеса Кинтана. Церемония венчания прошла в Софийском соборе в Лондоне.
У пары четверо детей:
1. Арриетта (род. 24.02.2002);
2. Ана-Мария (род. 15.05.2003);
3. Карлос (род. 30.07.2005);
4. Амелия (род. 26.10.2007).